# Allium strictum
Allium strictum är en amaryllisväxtart som beskrevs av Heinrich Adolph Schrader. Allium strictum ingår i släktet lökar, och familjen amaryllisväxter. Inga underarter finns listade i Catalogue of Life.